# Behar

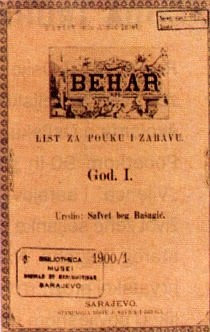
Časopis Behar z roku 1900

Behar (bosensky Květ) byl muslimský kulturní časopis, který vycházel Sarajevu mezi lety 1900 a 1911.

## Historie
Časopis založili liberálněji smýšlející muslimští intelektuálové, mezi nimi pedagogové Edhem Mulabdić, Safvet-beg Bašagić a Osman Nuri Hadžić. Materiální záštitu nad periodikem převzal tešanjský obchodník a mecenáš Adem-aga Mešić.
Na časopis po první světové válce navázal sarajevský list Novi behar (Nový květ, 1927–1945), který vydával muslimský spolek Narodna uzdanica (Lidová opora), a po delší odmlce záhřebský časopis Behar (Květ, od 1993), jenž zaštiťuje Kulturní spolek Bosňáků Chorvatska Obrození (Kulturno društvo Bošnjaka Hrvatske Preporod).

## Šéfredaktoři
- 1900–1901 Safvet-beg Bašagić (1870–1934)
- 1901–1906 Edhem Mulabdić (1864–1954)
- 1906–1907 Mehmed Džemaluddin Čaušević (1870–1937)
- 1907–1908 Šemsi-beg Salihbegović, ale prakticky Musa Ćazim Ćatić
- 1908–1910 Ljudevit Dvorniković (1861–1933), odpovědný redaktor Šemsi-beg Salihbegović
- 1910–1911 dr. Hamid Šahinović (Ekrem) (1879/1882–1936)